# نوربرت الگرت
نوربرت الگرت (انگلیسی: Norbert Elgert؛ زادهٔ ۱۳ ژانویهٔ ۱۹۵۷) بازیکن فوتبال اهل آلمان است.
از باشگاه‌هایی که در آن بازی کرده‌است می‌توان به باشگاه فوتبال شالکه ۰۴ و باشگاه فوتبال اسنابروک اشاره کرد.